# Comuna Pelivan, Orhei
Comuna Pelivan este o comună din raionul Orhei, Republica Moldova. Este formată din satele Pelivan (sat-reședință) și Cișmea.

## Demografie
Conform datelor recensământului din 2014, comuna are o populație de 3.257 de locuitori. La recensământul din 2004 erau 3.714 locuitori.

## Administrație și politică
Componența Consiliului local Pelivan (13 consilieri), ales la 5 noiembrie 2023, este următoarea:
|  | Partid                                            | Consilieri | Componență | Componență | Componență | Componență | Componență | Componență | Componență |
|  | ------------------------------------------------- | ---------- | ---------- | ---------- | ---------- | ---------- | ---------- | ---------- | ---------- |
|  | Partidul Acțiune și Solidaritate                  | 7          |            |            |            |            |            |            |            |
|  | Partidul Schimbării                               | 2          |            |            |            |            |            |            |            |
|  | Partidul „Renaștere”                              | 1          |            |            |            |            |            |            |            |
|  | Partidul Comuniștilor din Republica Moldova       | 1          |            |            |            |            |            |            |            |
|  | Alianța Liberalilor și Democraților pentru Europa | 1          |            |            |            |            |            |            |            |
|  | Partidul Dezvoltării și Consolidării Moldovei     | 1          |            |            |            |            |            |            |            |